# Parque Nacional de Zaybaybalsky
O Parque Nacional de Zaybaybalsky (em russo:  Забайкальский национальный парк) (conhecido também por Trans-Baikal) é uma área protegida na Rússia, que abrange a parte central da costa oriental do Lago Baikal, a encosta ocidental das montanhas Barguzin a leste, as Ilhas Ushkany, e a única península grande no lago Svyatoy Nos. Dos 2690 quilómetros quadrados do parque, 38,8 quilómetros quadrados são áreas de água protegida do próprio lago.

## Flora
Por causa da diferença de altitude da margem do lago para topo de montanha, as florestas de Trans-Baikal exibem uma forte diferença na cobertura de árvores de acordo com a altitude. As florestas são principalmente coníferas da taiga da Sibéria Oriental na natureza: 34% das florestas são pinheiros (Pinus sylvestris), 30% são pinheiros anões da Sibéria (Pinus pumila), 14% pinus siberianos (Pinus sibirica) e 9% (Larix gmelmii), Aproximadamente 10 000 hectares encontram-se em povoamentos antigos.

## Fauna
Os animais da floresta do parque são típicos da floresta siberiana do sul: o urso, o lobo, a raposa, o lince, a zibelina, a lontra, o alce, o esquilo e a lebre. Nas pradarias alpinas, um dos mamíferos é a marmota. Foram registadas 249 espécies de aves no território. O corvo-marinho, uma vez exterminado da região, retornou ao habitat. Durante o verão, até 3000 focas de cada vez se reúnem nas rochas das ilhas Ushinsky. Em uma escala menor, a ilha de Bolshoy Ushinsky é conhecida pela maior concentração de formigas grandes na Rússia.

## Turismo
O turismo é incentivado, embora algumas áreas altamente sensíveis - como as ilhas Ushinsky - exigem licenças especiais e controles rigorosos. Para a grande variedade de caminhadas e locais de lazer dentro do parque, um passe de um dia pode ser comprado na entrada. No inverno, pode-se efectuar pesca no gelo e fazer esqui ao longo da costa. A gerência do parque funciona um hostel eco-turístico que flutua.